# Ädilet Sadybekow
Ädilet Nurkenuly Sadybekow (kasachisch Әділет Нұркенұлы Садыбеков Ädılet Nūrkenūly Sadybekov; * 26. Mai 2002 in Aqtöbe) ist ein kasachischer Fußballspieler, der als defensiver Mittelfeldspieler für den FK Qairat Almaty unter Vertrag steht.

## Karriere

### Verein
Sadybekow begann seine Karriere in der Jugendverein von FK Qairat-Schastar. 2021 unterzeichnete Terzi seinen ersten Profivertrag mit FK Qairat Almaty. In der Saison 2021/22 wurde er an Kairat Moskau verliehen, wo er 11 Spiele bestritt. Seit seiner Rückkehr zu Kairat Almaty im Juli 2022 hat er sich als Stammspieler etabliert.

### Nationalmannschaft
Sadybekow debütierte im Jahr 2022 für die kasachische Nationalmannschaft. Bis Ende 2024 bestritt er insgesamt fünf Länderspiele und erzielte ein Tor.